# Requins de l’Atlantique FC
Der Requins de l’Atlantique FC ist ein Fußballverein aus Cotonou, Benin. Er trägt seine Heimspiele im Stade René Pleven aus.
Der Verein spielt in der Benin Premier League und hatte seine erfolgreichste Zeit Ende der 80er Jahre. Er gewann drei nationale Meisterschaften und fünfmal den Benin Cup. Durch die Erfolge spielten sie mehrmals in den afrikanischen Wettbewerben mit, wo sie meist in der ersten Spielrunde scheiterten.

## Bekannte Spieler
- Expédit Dossou-Gbété
- Djiman Koukou

## Erfolge
- beninischer Meister (3): 1985, 1987, 1990
- beninischer Pokalsieger (5): 1978, 1981, 1983, 1988, 1989

## Statistik in den CAF-Wettbewerben
| Wettbewerb                          | Runde         | Gegner                  | Hinspiel | Rückspiel            |  |
| ----------------------------------- | ------------- | ----------------------- | -------- | -------------------- |  |
|                                     |               |                         |          |                      |  |
| African Cup Winners’ Cup 1979       | 2. Runde      | RC Kadiogo              | 1:3 (A)  | 1:1 (H)              |  |
| African Cup Winners’ Cup 1982       | 1. Runde      | Djoliba AC              | 0:1 (H)  | 0:0 (A)              |  |
| African Cup Winners’ Cup 1984       | 1. Runde      | ASEC Abidjan            | 2:1 (H)  | 0:3 (A)              |  |
| African Cup of Champions Clubs 1986 | 1. Runde      | Africa Sports National  | 0:1 (A)  | 1:0 (H) / n. E.: 3:4 |  |
| African Cup of Champions Clubs 1987 | 1. Runde      | Canon Yaoundé           | 0:0 (H)  | 0:7 (A)              |  |
| African Cup of Champions Clubs 1988 | 1. Runde      | Heartland FC            | 0:2 (A)  | 0:1 (H)              |  |
| African Cup Winners’ Cup 1990       | 1. Runde      | Olympic Real de Bangui  | 0:1 (A)  | 1:0 (H) / n. E.: 4:3 |  |
|                                     | 2. Runde      | US Ouakam               | 0:0 (H)  | 0:1 (A)              |  |
| African Cup of Champions Clubs 1991 | 1. Runde      | Club Africain Tunis     | 1:5 (A)  | 1:2 (H)              |  |
| CAF Cup 1993                        | 1. Runde      | Petrosport Pointe-Noire | 0:3 (A)  | 1:0 (H)              |  |
| CAF Cup 2003                        | Qualifikation | Club Africain Tunis     | 1:0 (H)  | 0:2 (A)              |  |